# Джонс, Рене
Рене Джонс (англ. Renée Jones; род. 15 октября 1958, Опа-Лока, Флорида) — американская телевизионная актриса. Джонс наиболее известна благодаря своей роли Лекси Карвер в мыльной опере NBC «Дни нашей жизни», где она снималась на регулярной основе почти два десятилетия, с 1993 по 2012 год.
Джонс родилась в штате Флорида и в девятнадцатилетнем возрасте начала карьеру модели, подписав контракт с Ford Models. Вскоре она начала свою карьеру телевизионной актрисы с эпизодических ролей в прайм-тайм сериалах, таких как «Джефферсоны», прежде чем обосноваться на постоянной основе в дневных мыльных операх. На большом экране она снялась в фильме 1986 года «Пятница, 13-е: Джейсон жив», а в дополнение к этому появилась в таких сериалах как «Тихая пристань», «Отель», «Джамп стрит, 21» и «Она написала убийство».
В 1993 году Джонс начала сниматься в мыльной опере «Дни нашей жизни», войдя в конечном счете в историю жанра став единственной темнокожей актрисой, которая снималась в мыле два десятилетия подряд. В апреле 2012 года, Джонс объявила, что покидает «Дни нашей жизни» и уходит из актёрской профессии, так как она больше не приносит ей счастья.

## Частичная фильмография
- Дни нашей жизни (дневная мыльная опера, 1983)
- Тихая пристань (4 эпизода, 1984)
- Санта-Барбара (дневная мыльная опера, 1984)
- Пятница, 13-е: Джейсон жив (1986)
- Закон Лос-Анджелеса (11 эпизодов, 1989—1990)
- Внутренний страх 2 (1991)
- Грязные беседы по ночам (1991)
- Дерзкие и красивые (дневная мыльная опера, 2010)
- Дни нашей жизни (дневная мыльная опера, 1993—2012)